# Trackpilot
De trackpilot is een computerprogramma, dat de stuurautomaat aan boord van een binnenschip aanstuurt. Het schip kan daarmee een vooraf ingesteld vaartraject (track) aanhouden. Het is de bedoeling om daarmee de roerganger te ondersteunen bij de uitvoering van zijn taak en vergelijkbaar met ‘lane assist’ voor de chauffeur bij moderne auto’s. De roerganger blijft te allen tijde verantwoordelijk voor de besturing van het vaartuig. 
Het wordt ook wel TGAIN genoemd. In de branche heeft men het vaak over ‘Varen over een lijntje’. Het 'lijntje' kan komen van een vaarkaartsysteem of zelf worden ingesteld. 
De Centrale Commissie voor de Rijnvaart (CCR) definieert de trackpilot als een vorm van navigatie op niveau 1: ondersteuning bij de besturing. Het is een stap in de automatisering richting het uiteindelijke volledig geautomatiseerd varen, niveau 5. 
Anno 2025 zijn er drie leveranciers voor de binnenvaart: Argonics, Tresco en Shipping Technology.

## Voor- en nadelen
Bijkomend voordeel is minder slijtage van het stuur- en roerwerk door minder stuurbewegingen en daarmee ook lager brandstofverbruik. Nadelen zijn er ook. Zoals:
- veroudering van de trackinformatie door aanpassingen aan de vaarweg;
- verminderde kennis van vaargebied en plaatselijke bekendheid;
- verleiding om tijdens de vaart ook andere activiteiten uit te gaan voeren;
- ander scheepvaartverkeer kan niet zien of er op trackpilot wordt gevaren en zelf kan de roerganger niet zien of er andere schepen in de omgeving zijn die gebruik maken van dezelfde koerslijn die de trackpilot vaart.
- een trackpilot kan bijvoorbeeld niet zelfstandig afwijken van de ingestelde track of uitwijken voor scheepvaartverkeer,  gevaren herkennen en daarop anticiperen.

## Wet- en regelgeving
Er ontbreekt anno 2025 nog wet- en regelgeving in de ES-TRIN, anders dan de testvoorwaarden voor elektronische installaties. Wel is er al een werkgroep binnen het CESNI.  